# María Sanjurjo Riquelme
María Sanjurjo Riquelme (La Corunya, 1 d'agost de 2000) és una jugadora d'hoquei sobre patins gallega.
Es formà al Club Dominicos i debutà a l'OK Lliga amb el Hockey Club Liceo amb disset anys. L'estiu de 2018 fitxà pel Telecable Hockey Club amb el qual competí durant tres temporades. Guanyà una Copa de la Reina (2019) i aconseguí un subcampionat de la Copa Intercontinental. El juny de 2021 tornà al club gallec i dues temporades després fitxà pel Club Patí Fraga, amb el qual ha guanyat la Lliga de Campions la temporada 2023-24. Internacional amb la selecció espanyola des de 2019, ha guanyat un Campionat del Món (2019). També fou convocada per disputar el Campionat d'Europa d'Olot 2023, però per culpa d'una lesió al genoll no el va poder disputar.

## Palmarès
Clubs
- 1 Lliga de Campions de la WSE (2023-24)
- 1 Copa espanyol d'hoquei sobre patins (2019)

Selecció espanyola
- 2 medalla d'argent al Campionat del Món d'hoquei sobre patins femení (2019, 2024)